# Arthur Max
Arthur Max (Nova Iorque, 1 de maio de 1946) é um diretor de arte americano. Como reconhecimento, foi nomeado ao Oscar 2016 na categoria de Melhor Direção de Arte por The Martian.